# بیلی جک در دادگاه
بیلی جک در دادگاه (انگلیسی: The Trial of Billy Jack) یک فیلم به کارگردانی تام لافلین است که در سال ۱۹۷۴ منتشر شد. این فیلم در سال ۱۹۷۴ میلادی با فروش $۸۹٬۰۰۰٬۰۰۰ سومین فیلم پرفروش در آمریکا شد.